# Perša liha
Perša liha (ukrajinsky Перша ліга) je od sezóny 1992 druhá nejvyšší fotbalová soutěž na Ukrajině. Je pořádána Ukrajinským fotbalovým svazem. Hraje se každý rok od léta do jara se zimní přestávkou. Účastní se jí 16 týmů, každý s každým hraje jednou na domácím hřišti a jednou na hřišti soupeře. Celkem se tedy hraje 30 kol. Mistrovský titul získává tým s nejvyšším počtem bodů v tabulce. Do Premjer-lihy vždy postupují vítěz. Naopak do Peršy lihy sestupují poslední, resp. 14. tým Premjer-lihy.

## Přehled vítězů
Zdroj: 
| Ročník       | Zlatá medaile                 | Stříbrná medaile              | Bronzová medaile              |
| 1992 (sk. A) | FK Veres Rivne                | FK Pryladyst Mukačevo         | FK Oleksandrija               |
| 1992 (sk. B) | FK Kryvbas Kryvyj Rih         | FK Metalurh Nikopol           | FK Artania Očakiv             |
| 1992/93      | FK Nyva Vinnycja              | FK Temp Sepetivka             | FK Naftovyk-Ukrnafta Ochtyrka |
| 1993/94      | FK Spartak Ivano-Frankivsk    | SK Mykolajiv                  | FK Oleksandrija               |
| 1994/95      | FK Zirka Kirovohrad           | FK Borysfen Boryspil          | FK Metalurh Nikopol           |
| 1995/96      | FK Bukovyna Černovice         | FK Veres Rivne                | FC Vorskla Poltava            |
| 1996/97      | FK Metalurh Doněck            | FK Dynamo-2 Kyjev             | FK Illjičivec Mariupol        |
| 1997/98      | SK Mykolajiv                  | FK Dynamo-2 Kyjev             | FK Metalist Charkov           |
| 1998/99      | FK Dynamo-2 Kyjev             | FC Čornomorec Oděsa           | FK Torpedo Zaporižžja         |
| 1999/00      | FK Dynamo-2 Kyjev             | FK Stal Alčevsk               | FK Dnipro Čerkasy             |
| 2000/01      | FK Dynamo-2 Kyjev             | FK Hoverla-Zakarpatja Užhorod | FK Oleksandrija               |
| 2001-02      | FK Volyň Luck                 | FC Čornomorec Oděsa           | FK Obolon Kyjev               |
| 2002/03      | FK Zirka Kirovohrad           | FK Borysfen Boryspil          | FK Dynamo-2 Kyjev             |
| 2003/04      | FK Hoverla-Zakarpatja Užhorod | FK Metalist Charkov           | FK Naftovyk-Ukrnafta Ochtyrka |
| 2004/05      | FK Stal Alčevsk               | FK Arsenal Charkov            | FK Zorja Luhansk              |
| 2005/06      | FK Zorja Luhansk              | FK Karpaty Lvov               | FK Obolon Kyjev               |
| 2006/07      | FK Naftovyk-Ukrnafta Ochtyrka | FK Hoverla-Zakarpatja Užhorod | FK Obolon Kyjev               |
| 2007/08      | FK Illjičivec Mariupol        | FK Lviv                       | FK Obolon Kyjev               |
| 2008/09      | FK Hoverla-Zakarpatja Užhorod | FK Obolon Kyjev               | FK Oleksandrija               |
| 2009/10      | PFK Sevastopol                | FK Volyň Luck                 | FK Stal Alčevsk               |
| 2010/11      | FK Oleksandrija               | FK Černomorec Oděsa           | FK Stal Alčevsk               |
| 2011/12      | FK Hoverla-Zakarpatja Užhorod | FK Metalurh Zaporižžja        | FK Sevastopol                 |
| 2012/13      | FK Sevastopol                 | FK Stal Alčevsk               | PFK Oleksandrija              |
| 2013/14      | FK Olimpik Doněck             | PFK Oleksandrija              | FK Stal Alčevsk               |
| 2014/15      | FK Oleksandrija               | FK Stal Dniprodzeržynsk       | FK Hirnyk-Sport Komsomolsk    |
| 2015/16      | FK Zirka Kirovohrad           | FK Čerkaskyj Dněpr            | FK Obolon-Brovar Kyjev        |
| 2016/17      | Illichivets Mariupol          | SFK Desna Černihiv            | FK Veres Rivne                |
| 2017/18      | FK Arsenal Kyjev              | FK Poltava                    | SFK Desna Černihiv            |
| 2018/19      | SC Dnipro-1                   | FK Kolos Kovalivka            | FK Volyň Luck                 |
| 2019/20      | FC Minaj                      | FK Ruch Lvov                  | FK Inhulec Petrove            |
| 2020/21      | FK Veres Rivne                | FK Černomorec Oděsa           | SK Metalist Charkov           |
| ** 2021/22   | Bez vítěze                    | Bez vítěze                    | Bez vítěze                    |
| 2022/23      | FK Polissja Žytomyr           | FK Oboloň-Brovar Kyjev        | FC LNZ Čerkasy                |
| 2023/24      | FK Inhulec Petrove            | FK Karpaty Lvov               | FC Livyi Bereh Kyiv           |

**= sezona předčasně ukončena z důvodu pandemie covidu-19.